# Festival FATAL
El Festival Anual de Teatro Académico de Lisboa conocido por su acrónimo -FATAL- es un festival de teatro universitario que se realiza en primavera durante dos semanas en diferentes teatros, salas alternativas y espacios universitarios de la ciudad de Lisboa.

## Características

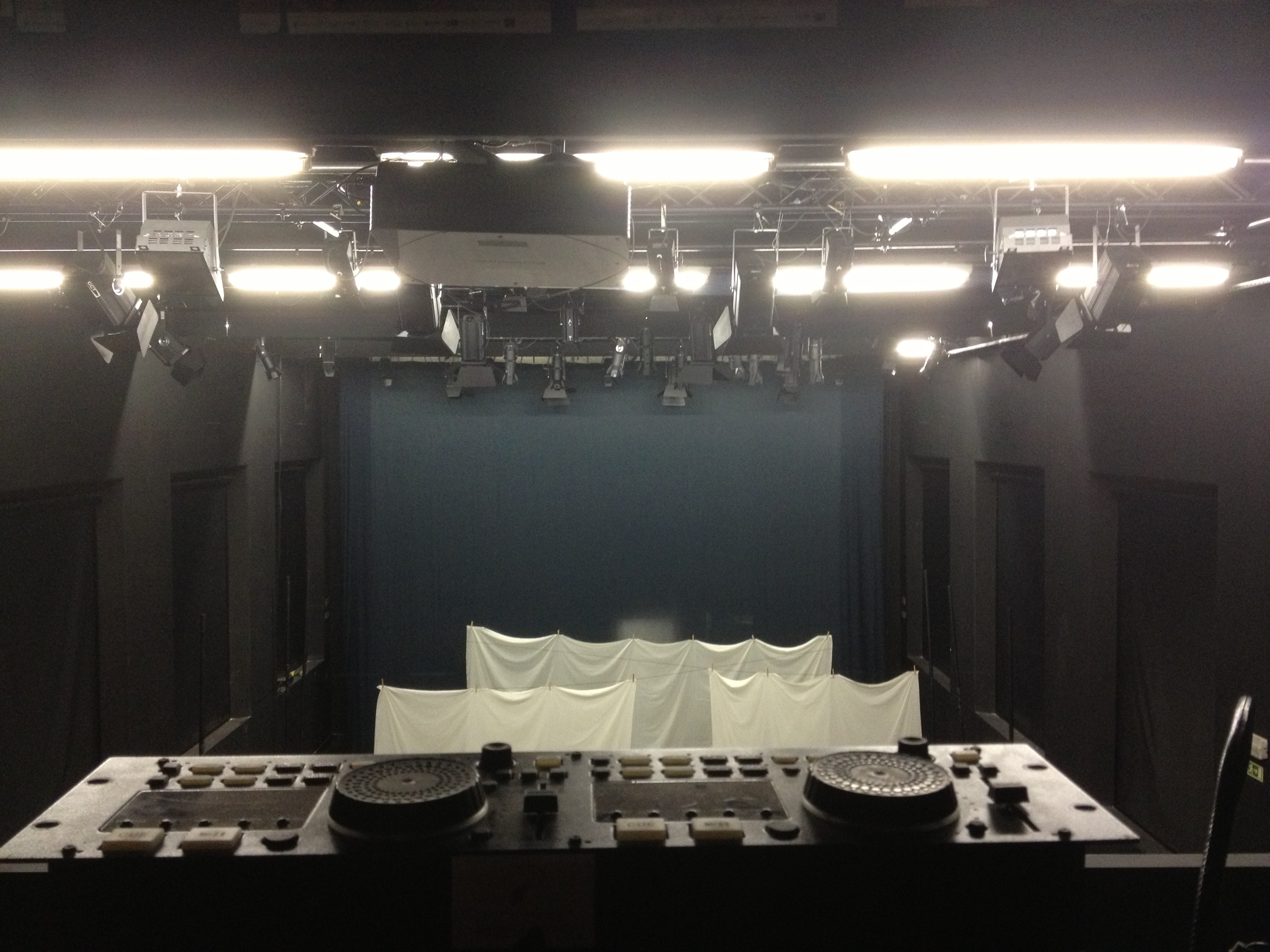
Proceso de montaje de una obra en el Teatro da Politécnica en 2013.

El FATAL surgió en 1999 impulsado por el Rectorado de la Universidad de Lisboa para crear un festival de referencia nacional y ya en su primera edición consiguió reunir a unos 200 actores y programar 9 montajes. Actualmente reúne a más de una veintena de compañías -principalmente portuguesas- en una sección oficial que se completa con grupos foráneos, habitualmente españoles, aunque algunos años han participado grupos de otros países lusófonos como Brasil.
El festival pretende contribuir a la regeneración y memoria del teatro universitario luso, homenajeando autores y directores trascendentales e impulsando la creatividad por medio de una serie de premios a concurso; busca programar obras difíciles de encontrar en el circuito comercial en espacios céntricos, con precios accesibles, llevando así el teatro académico al encuentro con el resto de la ciudadanía. Además de charlas post función y debates se suelen realizar otras actividades complementarias como talleres y conferencias.